# Generali Open Kitzbühel 2025
Generali Open Kitzbühel 2025 — тенісний турнір, що проходив на ґрунтових кортах у місті Кіцбюель, Австрія з 21 липня . Належав до категорії ATP 250, був турніром серії Austrian Open Kitzbühel 2025 року.

## Фінальна частина

### Одиночний розряд
Олександр Бублик —  Артюр Казо 6–4, 6–3

### Парний розряд
Петр Ноуза /  Патрік Рікль —  Нейл Оберляйтнер /  Joel Schwärzler 1–6, 7–6(7–3), [10–5]